# Oleria flexibilis
Oleria flexibilis är en fjärilsart som beskrevs av Richard Haensch 1909. Oleria flexibilis ingår i släktet Oleria och familjen praktfjärilar. Inga underarter finns listade i Catalogue of Life.